# Nexus S
O Nexus S é um smartphone co-desenvolvido pela Google e Samsung e fabricado pela Samsung para lançamento em 2010. Ele foi o primeiro smartphone a utilizar o Android 2.3 do sistema operacional "Gingerbread", e o primeiro dispositivo Android a apoiar NFC, tanto em hardware e software. Esta foi a terceira vez que o Google trabalhou com a fabricante para produzir um telefone, o primeiro e o segundo sendo o G1 do Google e o Nexus One, tanto pela HTC. Após o Nexus S, o telefone do desenvolvedor próximo Android foi o  Galaxy Nexus, lançado no ano seguinte.
O Nexus S é produzido com quatro variações. O GT-i9020 (Super AMOLED) e GT-I9023 (Super Clear LCD), cada um destinado a diferentes mercados. O SPH-D720 é a versão mais nova do telefone 4G disponível nos EUA. Uma variante do GT-i9020, SHW-M200, foi lançado especificamente para o mercado coreano.